# Pod Egidą
Pod Egidą ("Under the aegis") là một cabaret châm biếm Ba Lan. Nó đã được thành lập vào năm 1967 theo sáng kiến của ca sĩ kiêm nhạc sĩ Jan Pietrzak, và vẫn còn hoạt động (tính đến năm 2012). "Under the aegis" là một lời sáo rỗng mang tính chính trị ở Liên Xô thống trị Đông Âu.

## Lịch sử
Cabaret được thành lập vào năm 1967 như là sự tiếp nối của một cabaret sinh viên nổi tiếng Hybrydy. Buổi biểu diễn đầu tiên diễn ra vào ngày 10 tháng 2 năm 1968. Người biểu diễn đầu tiên bao gồm Jan Pietrzak, Jonasz Kofta, Adam Kreczmar, Jan Raczkowski, Krzysztof Paszek, Hanna Okuniewicz, Barbara Kraftówna, Anna Prucnal, Kazimierz Rudzki, Wojciech Siemion, Wojciech Brzozowicz, và Jan Tadeusz Stanisławski. Giữa năm 1967 và 1975, sân khấu chính của Kabaret Pod Egidą là một cung điện nhỏ của Hiệp hội những người bạn của Mỹ thuật (Towarzystwo Przyjaciół Sztuk Pięknych) ở Warsaw tại ul. Chmielna đường số 5. Nhóm này thường bình luận về thực tế chính trị và xã hội của Ba Lan cộng sản, dẫn đến các biện pháp trừng phạt và kiểm duyệt của chính phủ. Vào cuối những năm 1970, nhóm phải đối mặt với nhiều vụ trục xuất, và bị cấm trình diễn trên các phương tiện truyền thông nhà nước.
Với sự nổi lên của phong trào Đoàn kết, nhóm đã đạt được nhiều tiếng tăm nhờ màn trình diễn bài quốc ca của Đoàn kết không chính thức, bài hát yêu nước Ukochany kraj. Nhóm đã bị cấm sau cuộc đàn áp năm 1981 về Đoàn kết, và đã tiếp tục các buổi biểu diễn của mình vào giữa những năm 1980.
Trong số những người đóng góp thường xuyên và các nghệ sĩ của mình, vào những năm 1980, là nhân vật của các sân khấu Ba Lan như Ewa Dałkowska, Ewa Blaszczyk, Edyta Geppert, Piotr Fronczewski, Wojciech Pszoniak, Jerzy Dobrowolski, Janusz Gajos, Kazimierz Kaczor, Paweł Dłużewski, Marek Majewszki, và Krzysztof Daukszewicz. Trong những năm 1990, cabaret được biểu diễn thường xuyên ở Krakow và Bytom, với nhiều nghệ sĩ hơn bao gồm Jacek Kaczmarski và Marcin Wolski. Nó được đạo diễn bởi chính Pietrzak, đến từ Trung tâm văn hóa của quận Ochota của Warsaw. Phong cách của cabaret là độc nhất vô nhị, được phát triển qua nhiều năm biểu diễn thường xuyên bị kiểm duyệt bởi chính quyền ở Cộng hòa Nhân dân Ba Lan. Các kịch bản được viết với sự quan tâm đặc biệt của Agnieszka Osiecka, Daniel Passent, Rafał Ziemkiewicz, Maciej Rybiński và những người khác.